# Woman (песня Джона Леннона)
«Woman» (с англ. — «Женщина») — сингл Джона Леннона из альбома Double Fantasy.

## Значение
Леннон написал эту песню как оду Йоко Оно и вообще всем женщинам. Кроме того, в интервью для журнала Rolling Stone, данном 5 декабря 1980 года, он утверждал, что «Woman» — «выросшая» версия песни «Girl» (рус. Девушка) из альбома Rubber Soul.

## Кавер-версии
- Версия The Shadows (инструментальная), 1981
- Версия Brotherhood of Man из альбома 20 Disco Greats/20 Love Songs, 1981
- Версия Оззи Осборна из альбома Under Cover, 2006
- Версия Бена Джелена, бонус-трек альбома Instant Karma: The Amnesty International Campaign to Save Darfur, 2007